# Patch Adams
Patch Adams är en amerikansk verklighetsbaserad film från 1998 med Robin Williams i huvudrollen.

## Handling
Den handlar om Patch Adams skolgång och första år som nybliven läkare. Patch Adams anser att humor är den bästa medicinen. Han gör nästan vad som helst för att få patienter att skratta.

## Om filmen
Patch Adams är regisserad av Tom Shadyac och bygger på en självbiografisk roman skriven av Patch Adams och Maureen Mylander.

## Rollista (urval)
| Robin Williams         | – Hunter 'Patch' Adams |
| Daniel London          | – Truman Schiff        |
| Monica Potter          | – Carin Fisher         |
| Philip Seymour Hoffman | – Mitch Roman          |
| Bob Gunton             | – Dean Walcott         |
| Josef Sommer           | – Dr. Eaton            |
| Irma P. Hall           | – Joletta              |
| Frances Lee McCain     | – Judy                 |
| Alan Tudyk             | – Everton              |